# 관련성
|                                                       |
| 증거법                                                |
| 영미법 시리즈                                         |
| 증거의 종류                                           |
| 증언 · 물증                                           |
| 전자증거 · 무죄입증 증거                              |
| 과학적 증거 · 물적 증거                               |
| 목격자지목 · DNA증거                                  |
| 거짓말                                                |
| 관련성                                                |
| 입증책임 · 증거기초                                   |
| 공공복리예외 · 오염 · 성격증거                        |
| 습관증거 · 유사사실                                   |
| 진위확인                                              |
| 관리 연속성 · 주지의 사실                             |
| 최량증거원칙 · 자기확증문서 · 오래된 문서             |
| 증인                                                  |
| 증인적격 · 증언거부특권                               |
| 직접신문 · 교호신문 · 재직접신문                      |
| 탄핵증거                                              |
| 기록된 기억 · 전문가증언                              |
| 사망자 규정                                           |
| 전문증거와 예외                                       |
| 영국법 · 미국법                                       |
| 자백 · 업무상 기록                                    |
| 흥분 상태의 언급 · 임종시의 진술                      |
| 일방 당사자의 자인 · 오래된 문서                      |
| 이익에 반하는 진술 · 현장성 감각 인상 · 부대상황 사실 |
| 권위학술서 · 비언어적 행동                            |
| 미국법의 다른 영역                                    |
| 계약법 · 불법행위법                                   |
| 재산법 과 미국의 유언신탁법                           |
| 형법 · 증거법                                         |

관련성(relevance)는 증거로 허용되려면 그 증거가 담고 있는 정보가 반드시 쟁점과 관련되어야 한다는 것이다. 미국 연방증거법은다음과 같이 관련성을 규정하고 있다.
연방증거법 제401조
관련성 이 있는 증거란 그 소송에 대한 결정을 함에 있어 중요한 어떤 사실이 그 증거가 없을 때보다 그 증거에 의하여 더 존재 가능성이 있게 인정되거나, 반대로 존재 가능성이 없게 여겨지도록 만드는 경향성이 있는 증거를 말한다.

## 논리적 관련성
중요한 사실을 증명하거나 반박하는 결과가 있는 사실이 논리적 관련성이 있다고 여겨진다. 예를 들어 위키백과를 이용하는데 한번도 돈을 내지 않은 사실은 위키백과가 무료라는 주장을 증명하는데 논리적 관련성이 있다.

## 법적 관련성
불공평한 편견, 쟁점혼돈, 배심원 현혹, 재판지연, 시간 낭비 등 단점과 이익형량을 하여 증거로 채택할 가치가 있는지를 보고 관련성을 판단한다. 예를 들어 살인죄로 재판을 하는 중 잔혹하게 난도질 당한 피해자 시신을 촬영한 칼러사진은 논리적 관련성이 있는데도 불구하고 법적 관련성이 없을 것으로 보인다. 이는 배심원의 감정을 자극 불공평한 편견을 유발시킬 수 있기 때문이다.

## 캘리포니아주 증거법
결과가 있는 사실이 다툼의 여지가 있어야 관련성이 있다.

## 같이 보기
- 미국의 증거법

## 참고 문헌
- 아서 베스트, 미국 증거법 (사례와 해설), 탐구사 2009. ISBN 9788989942207
- 류영욱, 이야기 미국법, 책과나무, 2013 ISBN 9788998528782
- 김기태, Evidence, 신성, 2011. ISBN 9788963610245
- 신동운, "자백의 신빙성과 거짓말탐지기 검사결과의 증거능력," 경사 이회창 선생 희갑기념, 법과 정의, (1995), 227면.